# ナイヒーム・ハインズ
ナイヒーム・ハインズ（Nyheim Hines, [nɑːˈhim] nah-HEEM ; 1996年11月12日 - ）は、アメリカ合衆国ノースカロライナ州ガーナー出身のアメリカンフットボール選手。ポジションはランニングバック（RB）およびリターナー（PR、KR）。
カレッジフットボールはノースカロライナ州立大学でプレーをし、2018年のNFLドラフトで4巡目全体104位指名をされ、インディアナポリス・コルツに入団した。

## 大学時代
2015年から2017年までの３年間をノースカロライナ州立大学でプレーした。2017年の3年生シーズンには、197回のキャリーで1,112ヤードを走り、12回のタッチダウンを記録した。シーズン終了後、4年生シーズンはプレーせず、2018年のNFLドラフトに参加することを発表した。大学キャリアを通して、1,400ヤードを走り、13回のタッチダウンを記録した。

### 大学時代の成績
| ナイヒーム・ハインズ | ナイヒーム・ハインズ | ナイヒーム・ハインズ | ナイヒーム・ハインズ | ナイヒーム・ハインズ | ナイヒーム・ハインズ | ラッシング | ラッシング | ラッシング     | ラッシング | レシービング | レシービング | レシービング   | レシービング |
| シーズン             | チーム               | カンファレンス       | 学年                 | ポジション           | 出場                 | 回数       | 獲得ヤード | 平均獲得ヤード | TD         | 回数         | 獲得ヤード   | 平均獲得ヤード | TD           |
| -------------------- | -------------------- | -------------------- | -------------------- | -------------------- | -------------------- | ---------- | ---------- | -------------- | ---------- | ------------ | ------------ | -------------- | ------------ |
| 2015                 | NC State             | ACC                  | 1年                  | WR                   | 13                   | 48         | 243        | 5.1            | 1          | 20           | 256          | 12.8           | 1            |
| 2016                 | NC State             | ACC                  | 2年                  | RB                   | 12                   | 13         | 44         | 3.4            | 0          | 43           | 525          | 12.2           | 0            |
| 2017                 | NC State             | ACC                  | 3年                  | RB                   | 13                   | 197        | 1,113      | 5.6            | 12         | 26           | 152          | 5.8            | 0            |
| キャリア             | キャリア             | キャリア             | キャリア             | キャリア             | 38                   | 258        | 1,400      | 5.4            | 13         | 89           | 933          | 10.5           | 1            |

## プロキャリア
| 身長                                             | 体重           | 腕 の 長 さ       | 手 の 大 き さ   | 40Yrd ダ ッ シ ュ | 10Yrd ス プ リ ッ ト | 20Yrd ス プ リ ッ ト | 20Yrd シ ャ ト ル | 3 コ 丨 ン ド リ ル | 垂 直 跳 び     | 立 ち 幅 跳 び      | ベ ン チ プ レ ス |
| ------------------------------------------------ | -------------- | ----------------- | ---------------- | ----------------- | -------------------- | -------------------- | ----------------- | ------------------- | --------------- | ------------------- | ----------------- |
| 5 ft 8+3⁄8 in (174 cm)                           | 198 lb (90 kg) | 30+3⁄4 in (78 cm) | 8+7⁄8 in (23 cm) | 4.38 s            | 1.52 s               | 2.55 s               | 4.35 s            | 7.18 s              | 35.5 in (90 cm) | 9 ft 11 in (3.02 m) | 11 回             |
| All values from NFL Combine, bench from pro day. |                |                   |                  |                   |                      |                      |                   |                     |                 |                     |                   |

### インディアナポリス・コルツ時代

#### 2018年

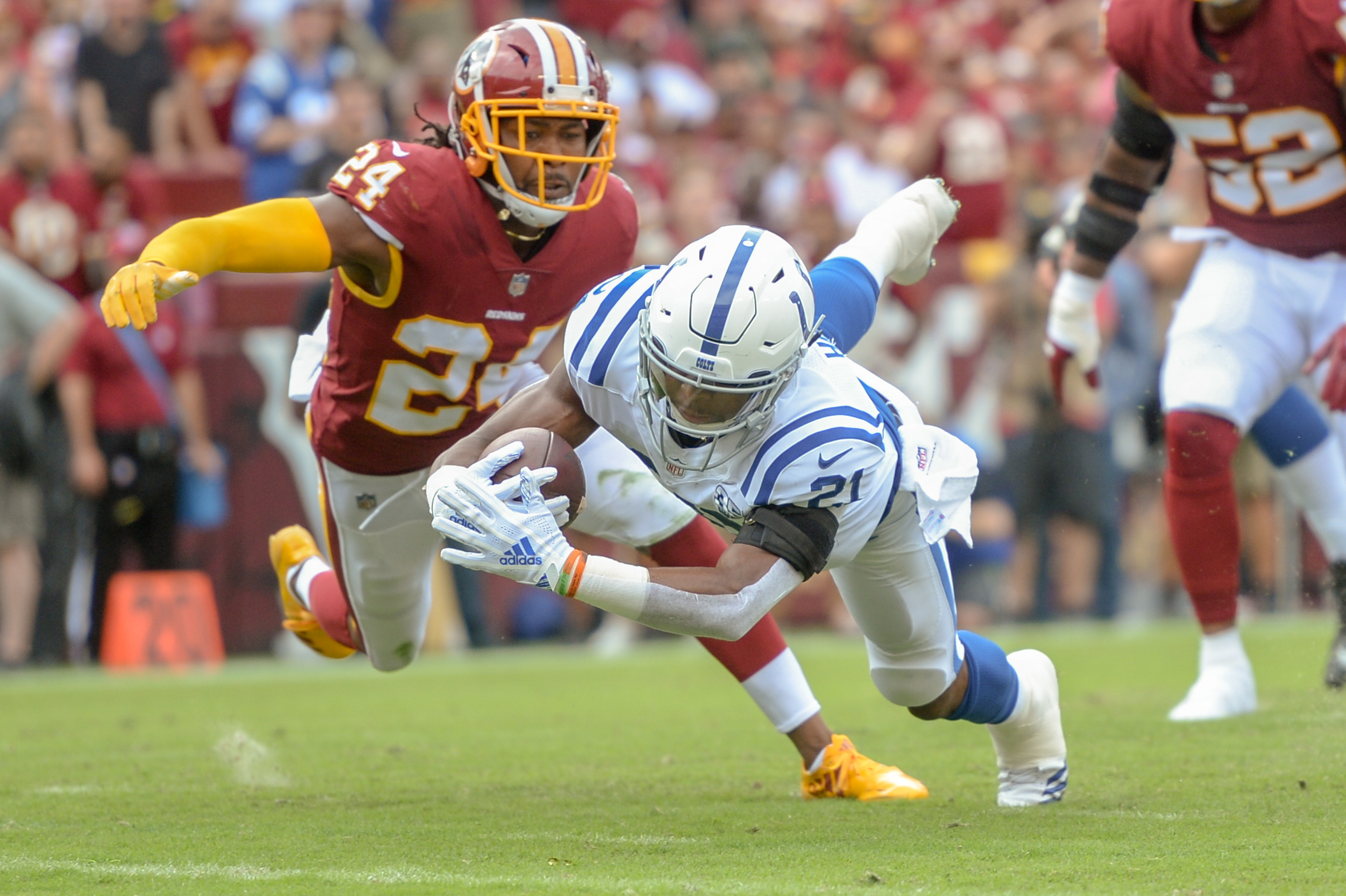
2018年にワシントン・レッドスキンズと対戦するハインズ。

ハインズは、2018年のNFLドラフトで4巡目全体104位でインディアナポリス・コルツから指名された。第1週のシンシナティ・ベンガルズでNFLデビューを果たした。翌週のワシントン・レッドスキンズではキャリア初のタッチダウンを記録した。
ルーキーシーズンを通して、314ヤードを走り、2回のラッシングタッチダウン、63回のキャッチで425ヤード、2回のレシーブタッチダウンを記録した。

#### 2019年
第16週のカロライナ・パンサーズ戦で、2回のパントリターンタッチダウンを記録した。これはフランチャイズ史上初のことであった。2019年シーズンを通して、52回のキャリーで199ヤード、2回のラッシング タッチダウン、44回のキャッチで320ヤードを記録した。

#### 2020年
第10週のサーズデーナイト・フットボールで行われたテネシー・タイタンズとの対戦では、115スクリメージヤード、1回のラッシングタッチダウン、1回のレシービングタッチダウンを記録した。

#### 2021年

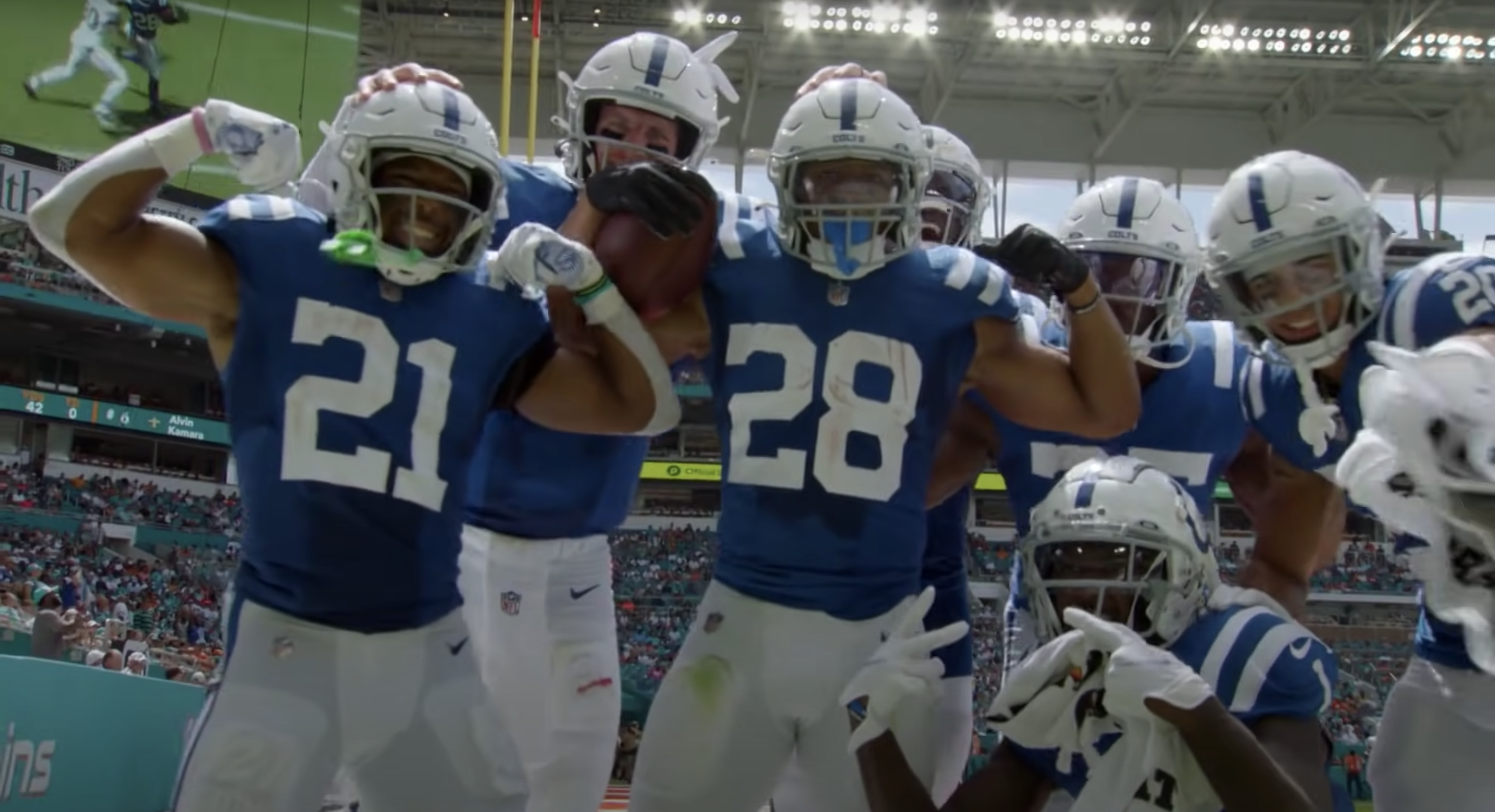
2021年のマイアミ・ドルフィンズ戦でのタッチダウンの後のセレブレーション (左)。

2021年9月10日、ハインズはコルツと3年1,860万ドルの契約延長に合意した。

### バッファロー・ビルズ時代
2022年11月1日、コルツはハインズをバッファロー・ビルズにトレードし、ザック・モスと2023年のNFLドラフトの条件付き6巡目指名権を獲得した。第18週のニューイングランド・ペイトリオッツ戦で2回のキックリターンタッチダウンを記録した。

#### 2023年
2023年7月にジェットスキーの事故で前十字靭帯を断裂し、シーズンを全休し、ビルズから放出された。

### クリーブランド・ブラウンズ時代
2024年シーズンはクリーブランド・ブラウンズと1年契約を結んだが、前年の怪我により、1年を通してNFIリストで過ごし、2025年2月18日に放出された。